# 5e cérémonie des Australian Academy of Cinema and Television Arts Awards
La 5e cérémonie des Australian Academy of Cinema and Television Arts Awards (AACTA Awards), organisée par l'Australian Academy of Cinema and Television Arts, s'est déroulée le 30 novembre 2015 à Sydney. Cette cérémonie récompense différents films, séries télévisées et documentaires ainsi que des personnalités du cinéma et de la télévision dans diverses catégories de métiers de ces industries.

## Palmarès

### Cinéma

#### Gagnants
| Titre du film       | Catégorie(s)                                 | Personne(s) nommée(s)                                                                          |
| ------------------- | -------------------------------------------- | ---------------------------------------------------------------------------------------------- |
| Mad Max : Fury Road | Meilleur film                                | Doug Mitchell, PJ Voeten, George Miller                                                        |
| Mad Max : Fury Road | Meilleure réalisation                        | George Miller                                                                                  |
| Mad Max : Fury Road | Meilleure photographie                       | John Seale                                                                                     |
| Mad Max : Fury Road | Meilleur montage                             | Margaret Sixel                                                                                 |
| Mad Max : Fury Road | Meilleur son                                 | Ben Osmo, Chris Jenkins, Gregg Rudloff, David White, Mark Mangini, Scott Hecker, Wayne Pashley |
| Mad Max : Fury Road | Meilleure bande originale                    | Tom Holkenborg                                                                                 |
| Mad Max : Fury Road | Meilleurs effets visuels ou d'animation      | Andrew Jackson, Holly Radcliffe, Dan Oliver, Andy Williams, Tom Wood, Fiona Crawford           |
| Mad Max : Fury Road | Meilleurs décors                             | Colin Gibson                                                                                   |
| Paper Planes        | Meilleur scénario original                   | Robert Connolly, Steve Worland                                                                 |
| Last Cab to Darwin  | Meilleur scénario adapté                     | Reg Cribb, Jeremy Sims                                                                         |
| Last Cab to Darwin  | Meilleur acteur dans un rôle principal       | Michael Caton                                                                                  |
| The Dressmaker      | Meilleurs costumes                           | Marion Boyce, Margot Wilson                                                                    |
| The Dressmaker      | Meilleure actrice dans un rôle principal     | Kate Winslet                                                                                   |
| The Dressmaker      | Meilleur film australien selon la population |                                                                                                |
| The Dressmaker      | Meilleur acteur dans un rôle secondaire      | Hugo Weaving                                                                                   |
| The Dressmaker      | Meilleure actrice dans un rôle secondaire    | Judy Davis                                                                                     |

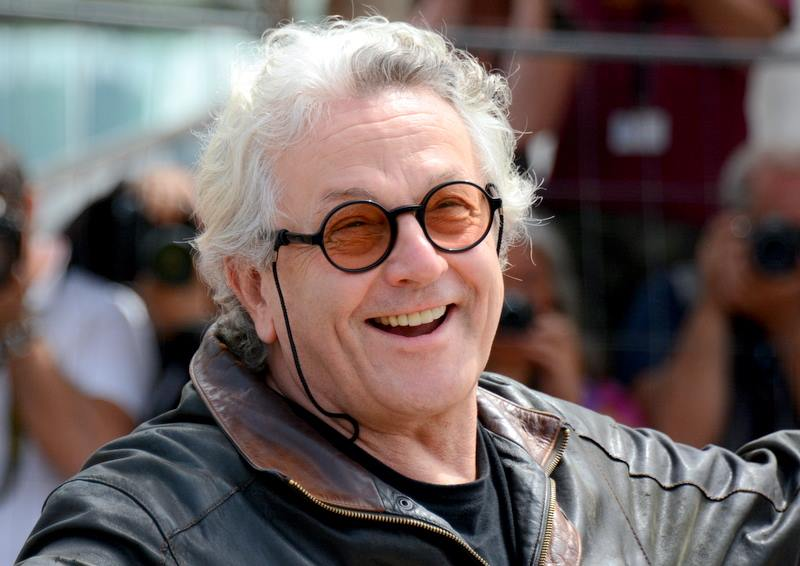
George Miller (ici à Cannes) a remporté deux AACTA Awards pour la 5e cérémonie de l'organisme australien.

### Courts métrages

#### Gagnants
| Titre du film | Catégorie                          | Personne(s) nommée(s)             |
| ------------- | ---------------------------------- | --------------------------------- |
| Ernie Biscuit | Meilleur court métrage d'animation | Adam Elliot                       |
| Nulla Nulla   | Meilleur court métrage de fiction  | Dylan River, Tanith Glynn-Maloney |

#### Nommés
| Titre du film               | Catégorie                          | Personne(s) nommée(s)                       |
| --------------------------- | ---------------------------------- | ------------------------------------------- |
| The Meek                    | Meilleur court métrage d'animation | Laura DiMaio, Joe Brumm                     |
| The Orchestra               | Meilleur court métrage d'animation | Mikey Hill, Melanie Brunt                   |
| The Story of Percival Pilts | Meilleur court métrage d'animation | John Lewis, Janette Goodey                  |
| Flat Daddy                  | Meilleur court métrage de fiction  | Annie Kinnane, Matt Holcomb                 |
| Karroyul                    | Meilleur court métrage de fiction  | Kelrick Martin, Jaclyn Hewer, Melissa Kelly |
| Reg Makes Contact           | Meilleur court métrage de fiction  | Corrie Chen, Jiao Chen, Raquelle David      |

### Télévision

#### Gagnants
| Titre du programme                              | Catégorie                                                                       | Personne(s) nommée(s)                                                               |
| ----------------------------------------------- | ------------------------------------------------------------------------------- | ----------------------------------------------------------------------------------- |
| Ready For This                                  | Meilleure série pour enfant                                                     | Darren Dale, Miranda Dear, Joanna Werner                                            |
| Shaun Micallef's Mad as Hell                    | Meilleure série comique                                                         | Shaun Micallef, Peter Beck                                                          |
| The Weekly With Charlie Pickering               | Meilleure programme court                                                       | Charlie Pickering, Kevin Whyte, Chris Walker, Frank Bruzzese                        |
| MasterChef Australia                            | Meilleure série de télé-réalité                                                 | Margaret Bashfield, Marty Benson, Tim Toni, Rob Wallace                             |
| Glitch                                          | Meilleure série dramatique                                                      | Tony Ayres, Louise Fox, Ewan Burnett                                                |
| Glitch (épisode 4)                              | Meilleure bande originale                                                       | Cornel Wilczek                                                                      |
| Hipsters - Episode 1: What Is A Hipster?        | Meilleure réalisation dans un programme court ou pour une série de télé-réalité | Seth Larney                                                                         |
| Peter Allen - Not the Boy Next Door (épisode 2) | Meilleure réalisation dans une série dramatique ou comique                      | Shawn Seet                                                                          |
| Peter Allen - Not the Boy Next Door (épisode 2) | Meilleur scénario                                                               | Michael Miller                                                                      |
| Peter Allen - Not the Boy Next Door             | Meilleure mini-série ou long métrage                                            | Kerrie Mainwaring, Rory Callaghan                                                   |
| Peter Allen - Not the Boy Next Door             | Meilleur acteur dans un rôle principal dans une série dramatique                | Joel Jackson                                                                        |
| Peter Allen - Not the Boy Next Door (épisode 1) | Meilleur acteur invité ou dans un rôle secondaire dans une série dramatique     | Ky Baldwin                                                                          |
| Peter Allen - Not the Boy Next Door (épisode 1) | Meilleure actrice invitée ou dans un rôle secondaire dans une série dramatique  | Sigrid Thornton                                                                     |
| Peter Allen - Not the Boy Next Door (épisode 1) | Meilleurs costumes                                                              | Jenny Miles                                                                         |
| Wentworth Series 3                              | Meilleure actrice dans un rôle principal dans une série dramatique              | Pamela Rabe                                                                         |
| Utopia                                          | Meilleure performance dans une série comique                                    | Celia Pacquola                                                                      |
| Redfern Now - Promise Me                        | Meilleur montage                                                                | Nicholas Holmes                                                                     |
| Deadline Gallipoli (partie 1)                   | Meilleure photographie                                                          | Geoffrey Hall                                                                       |
| Deadline Gallipoli (partie 1)                   | Meilleur son                                                                    | Des Kenneally, Robert Mackenzie, Liam Price, Jed Dodge, Justine Angus, John Simpson |
| The Secret River (partie 1)                     | Meilleurs décors                                                                | Herbert Pinter                                                                      |
| Love My Way                                     | Meilleure série dramatique diffusée sur un réseau de télévision payante         |                                                                                     |

### Documentaires

#### Gagnants
| Titre du documentaire        | Catégorie                 | Personne(s) nommé(s)                                |
| ---------------------------- | ------------------------- | --------------------------------------------------- |
| That Sugar Film              | Meilleur long métrage     | Nick Batzias, Damon Gameau                          |
| The Killing Season           | Meilleure série           | Deborah Masters, Sarah Ferguson                     |
| Life on the Reef (épisode 1) | Meilleure photographie    | Nick Robinson, Luke Peterson, Jon Shaw              |
| Only the Dead                | Meilleure réalisation     | Bill Guttentag, Michael Ware                        |
| Only the Dead                | Meilleur montage          | Jane Moran                                          |
| Only the Dead                | Meilleur son              | Steve Burgess, Leah Katz, Andy Wright, Chris Goodes |
| Sherpa                       | Meilleure bande originale | Antony Partos                                       |

## Récompenses spéciales
| Récompense             | Récipiendaire  |
| ---------------------- | -------------- |
| Raymond Longford Award | Cate Blanchett |
| Byron Kennedy Award    | Adam Arkapaw   |

## Statistiques

### Récompenses multiples
- Mad Max: Fury Road : 8/16 récompenses du cinéma
- Peter Allen - Not the Boy Next Door : 7/21 récompenses de la télévision
- Only the Dead : 3/7 récompenses des documentaires